# Fort Moerspui
Fort Moerspui is een fort tussen Overslag en Koewacht dat deel uitmaakte van de Staats-Spaanse Linies.

## Geschiedenis
Het fort werd iets vóór 1600 door de Spanjaarden gebouwd op een hooggelegen plaats in het Moerspui, de zeegeul die door de inundaties van 1586 tot stand was gekomen. Het was een groot fort, met een vijfhoekige vorm, dat geheel door water was omringd. Twee dammen verbonden het fort met de wal.
In tegenstelling tot de kleinere forten die behoorden tot de nabijgelegen en later gebouwde Linie van Communicatie tussen Hulst en Sas van Gent was dit een groot fort, met binnen zijn grenzen een kerk, woonhuizen en een windmolen. De bezetting van het fort kon tot 300 manschappen bedragen.
Toen Hulst in 1645 werd ingenomen door de Staatsen kwam ook dit fort in Staatse handen. Het boette echter, na de Vrede van Münster (1648) en de definitieve vaststelling van de grens (1664), in aan militaire betekenis. In 1682 werd het verlaten, aangezien de sterke stroming het fort had aangetast. In 1701, tijdens de Spaanse Successieoorlog, werd het fort onder leiding van Menno van Coehoorn nog hersteld, maar spoedig nadien weer verlaten. De wallen werden afgegraven.
De Hervormde Gemeente van Zuiddorpe is voortgekomen uit de bemanning van het fort.
Tegenwoordig is de vorm en de omvang van het fort nog herkenbaar aan de vijfhoekige beplanting die ter plaatse is aangebracht, hemelsbreed ongeveer 500 m ten noordoosten van grensbuurtschap Roodesluis en toegankelijk vanaf de Koninkjesdijk / Ronduiteweg.

## Externe bron
- Fort Moerspui